# Naturalis Historia
Naturalis historia (latin för "naturhistoria"), även kallad Historia naturalis, är en encyklopedi sammanställd av Plinius den äldre, omkring år 77–79 e.Kr. Det är ett av de (i omfattning) största verk som överlevt från antiken. 
Naturalis historia består av 37 böcker som omfattar antropologi, botanik, etnografi, fysiologi, geografi, jordbruk, matematik, medicin, meteorologi, ornitologi, trädgårdsskötsel, zoologi, mineralogi och de sköna konsterna. Syftet var att göra en encyklopedi över den tidens vetande. Det mesta i dessa böcker är text som Plinius den äldre sammanställt ur andra textkällor, vilka följs en och en, något som visats av Heinrich Brunn 1856. Boken tar upp omkring 100 olika författare och nämner 2 000 olika böcker. Plinius lutar sig mycket emot Varro, även om han stilmässigt är mest lik Seneca den yngre.
Det är känt att Alcuin skickade sin kopia av verket till Karl den store. Båda dessa förmodas därför ha läst verket. Men det är även känt att det fanns många kopior och att vissa var i uselt skick.